# Staudamm von Almonacid de la Cuba
Der Staudamm von Almonacid de la Cuba ist eine römische Gewichtsstaumauer in Almonacid de la Cuba in der Provinz Saragossa in Aragonien (Spanien) aus dem 1. Jahrhundert n. Chr. Mit einer Höhe von 34 Metern ist er der höchste erhaltene römische Staudamm. Heute dient die mit Römischem Beton erbaute Mauer nicht mehr als Staudamm, sondern nimmt die Funktion eines Wehrs wahr. Bei der Flutkatastrophe in Spanien 2024 hielt das Bauwerk ohne größere Beschädigungen stand.